# 6757 Еддібішофф
6757 Еддібішофф (1979 SE15, 1979 SG6, 1989 TD17, 1994 TR2, 6757 Addibischoff) — астероїд головного поясу, відкритий 20 вересня 1979 року.
Тіссеранів параметр щодо Юпітера — 3,280.